# 酒井藍
酒井 藍（さかい あい、1986年9月10日 - ）は、日本のお笑いタレント、コメディエンヌ。吉本新喜劇の座長。奈良県磯城郡田原本町出身。吉本興業（大阪本部）所属。愛称は「藍ちゃん」。

## 人物
奈良県立生駒高等学校を経て専門学校を卒業後、奈良県警察に行政職員（警察事務）として採用される。
警察学校卒配に伴い初任地の橿原警察署に配属、交通課で窓口業務に従事した。
趣味は柔道（二段）、神社巡り、アイドル鑑賞と絵を描くことで、小学5年生の頃から20歳頃まで柔道をやっており、高校生時代は柔道部の副キャプテンを務めた。
子供の頃から新喜劇に憧れており、高校卒業後すぐにでも吉本総合芸能学院（NSC）に入りたかったが、この時は親に反対され、大学に進学したら新喜劇への道が遠のくとも思い、「取りあえず安定した方へ」と公務員を選ぶ。しかし、警察職員時代も常に吉本および新喜劇入りを探り、その情報を集め続けていたという。
2007年9月に吉本新喜劇の「第3個目金の卵オーディション」に合格したことを機に約1年6か月務めた奈良県警察を依願退職。
これを機に吉本新喜劇に出演するようになった。
2011年6月23日には、新喜劇の先輩女優・宇都宮まきの代理で『ちちんぷいぷい』（MBS）に初出演。当時宇都宮がレギュラーを務めていたロケコーナー「こんなん初めて食べました」で、グルメリポートをこなした。2012年には、同番組と山崎製パンとのコラボレーション企画「ウルトラパン大作戦」で、楠雄二朗（くっすん）・市川義一（女と男）とともに「ウルトラパン宣伝隊員」へ起用。同企画から生まれた4種類のパンを売り込むべく、連日取材やキャンペーンに赴いていた。
2012年3月からは、『ちちんぷいぷい』の金曜日にコーナーレギュラーで出演。さらに4月からは、同局で始まった午前中の情報番組『プリ♥プリ』でもレギュラーを務めている。しかし、同年9月29日の『ちちんぷいぷい』へ出演した直後に、過労と膵炎で入院。約1ヶ月にわたって静養した後に、10月26日放送の『プリプリ』から芸能活動を再開した。
2017年5月26日、吉本新喜劇の座長に就任することが発表され、同年7月26日の公演より座長に就任した。レギュラーの女性座長は吉本新喜劇としては史上初（短期公演では山田スミ子や未知やすえが座長経験がある）となる。30歳での座長就任は1999年に座長制度が導入されて以降、同年に32歳で座長就任した吉田ヒロと、2006年に同じく32歳で就任した小籔千豊の2名を2歳下回る最年少記録となる（ただし、旧：吉本新喜劇を含めると史上最年少座長は1974年に就任した木村進の23歳という例がある）。
2018年からは大阪市商店街応援大使に任命した。
2019年11月に開催された「吉本泰三・せい生誕130周年記念大感謝公演」では、吉本興業創業者の吉本せいのコスプレで司会を務めた。
2021年12月に、昨年春に吉本興業専門の劇場が新型コロナの影響で休館となったため、5日間で自分以外で新喜劇所属111人全員の似顔絵を描き上げたアート展「酒井藍・個展・ドキッ!」を開催した。
家族は妹が2人おり、犬を二匹飼っている。
学生時代に焼肉屋でアルバイトをしたことがある。
漫画が好きで特に『ママレード・ボーイ』『GALS!』『ストロボ・エッジ』『ろくでなしBLUES』などが好きである。
あやめ池遊園地で開催した、ちびっこのど自慢に出たことがある。
過去に福本愛菜と一緒に「あまちゃん」ならぬ劇中ユニット「ならちゃん」を結成したことがある｡

## 持ちネタ
- ふくよかな体型から、吉本新喜劇の舞台や出演番組では、「豚」や「タンクローリー」などに例えられている。そのたびに、以下のようなノリツッコミを披露する。『ちちんぷいぷい』や『プリ♥プリ』では、スタジオに登場する際に他の出演者（主に先輩芸人、ピーコ、西川貴教）が前振りに趣向を凝らしていることもあってネタの認知度が向上、披露する機会が増えるにつれて、ノリツッコミのバリエーションを増やしている。さらに、あえてツッコミをせず、そのまま雑談に繋げる変則技も生まれている。
  - （例：前振りで「豚」と言われた時）
    - そうそうそう…。ブーブー、ブーブーブー、ブーブー、ブー…。（豚の鳴き声を真似ながら、ひとしきりにボケ芸を披露した後、振った相手や客席やテレビカメラに向かって）私、人間ですねん[1][3]（もしくは「誰が豚やねん」）!
      - その際、場合によっては、ツッコミ役（主に川畑、すち子（すっちー）など）にわざと体当りしたりすることもある。
        - その後、ツッコミ役から「ヘッタクソなノリツッコミやなぁ～」「何の時間や!」などと突っ込まれる。
- 小籔座長回ではヤクザの女性組長として登場し、着物をまとって粗暴な振る舞いをした組員役の座員を平手打ち(の効果音)とともに修正した後「アホンダラ!あれだけ堅気はんに失礼なことしたらあかん言うたやろうが!」と怒鳴りつける。その後借金を工面したり人物を温かな言葉で諭して問題を解決するきっかけを与える。
- 計画したことが失敗したとき、「くっそ、◯◯考えた奴マジうらむ!」と言い、共演者から「お前や!」とつっこまれる。
- 小学生の役で、自己紹介をするとき、「藍です。小学校3、4年生です。」と言い、ツッコミ役から、「どっちやねん!」とつっこまれた後、「3年生です。」と言い、指を3本突き出し、相手の目を突き刺そうとする。
- ズボンの裾をまくり「私がズボンの裾まくり上げたらどうなるかわかるか!」「どうなんねん?」「脚むっちゃ太い」。
- ゆびきりげんまんの歌を全く違うメロディで歌う。
- ツッコミ役のボケがすべると、手を叩きながら「おもろいおもろい」と相手を馬鹿にする。

## 主なキャラクター
藍姐さん
ヤクザの女性組長や借家取りの姐御、芸能事務所の社長などで登場
着物を着ており、ふざけて作ったおひなさんや、お相撲さんなどと、ツッコミ役から言われる。
藍五郎
泥棒の様な姿をした男キャラクター
一人称は、「俺」
登場する時は、うどん屋の従業員などで登場する。

## 出演

### テレビ
現在の出演番組
- よしもと新喜劇（MBSテレビ）- レギュラー出演
- よしもと新喜劇NEXT〜小籔千豊には怒られたくない〜（MBSテレビ）
- たむらけんじのぶっちゃ〜けBer→アキナのぶっちゃけていいじゃないの（eo光テレビ・関西ローカル、2016年3月 -） - ナレーションでの出演。
- よ〜いドン!（関西テレビ、2017年4月6日 - ） - 木曜日レギュラー、「あいLOVE田舎暮らし」コーナー担当。
- せやねん!（MBSテレビ、2022年4月9日 - ）- 隔週レギュラー
- やすとも・友近のキメツケ!※あくまで個人の感想です（関西テレビ）- ナレーションでの出演

過去の出演番組
- ロケみつ〜ロケ×ロケ×ロケ〜（2010年2月4日 - 3月4日、MBS） - 「Catch&cook 自力海鮮丼ブログ旅 season 3」
- よしもとミッドナイトコメディ 3年2組ポンコツの唄（2013年 - 2014年、読売テレビ）- レギュラー出演 ※月1放送。
- ちちんぷいぷい（MBS、2011年から不定期、2012年3月から隔週金曜日、同年4月から毎週金曜日、2017年4月から2019年3月まで隔週月曜日に出演、2020年から2021年3月までは隔週木曜日に出演） - 「酒井藍の密着まるまる1日」→「お手伝いしよッ!」リポーター
- プリ♥プリ→プリプリ（2012年4月 - 2013年3月、金曜日のスタジオレギュラー、MBS）- 同年9月まではロケ企画「はたらくプリメン」のリポーターも兼務。一時は、月〜木曜日にも同企画のVTRで出演していた。
- モモコのOH!ソレ!み〜よ!（関西テレビ、2013年 - 2015年）- 西代洋（ミサイルマン）と一緒に「ミートステーション」→「グルメステーション」コーナーのリポーター
- 酒井藍のパリッ!とカンタン夏レシピ（2017年7月15日 - 8月26日、MBS）
- それ行け!ハピはちワゴン〜"ありがとう"を届けませんか?〜（2018年9月1日 - 10月27日、関西テレビ）
- キャスト（2020年4月2日 - 2022年3月24日、ABCテレビ）- 木曜レギュラー、「スゴ技!BoobleMap」コーナー担当。
- ニュース きん5時（NHK総合テレビジョン）- 「夕顔金曜午後5時の主帰たち」のミニドラマのコーナーとして不定期出演[9]

### テレビドラマ
- 連続テレビ小説 カーネーション（2011年、NHK）- 神宮寺源蔵の娘 役
- 大阪環状線 Part3 ひと駅ごとのスマイル 第4話（2018年2月7日、関西テレビ）- 三井悠子 役

### 劇場アニメ
- 映画ドラえもん のび太の月面探査記（2019年3月1日公開、東宝） - カイア 役

### 映画
- 女子校生探偵あいちゃん (2018年3月17日) - 主演・あい 役[10]
- I（アイ） (2019年4月18日) - 主演・酒井藍（本人）/佐藤陽 役（二役）

### CM
- 日清麺職人 吉本新喜劇編（2012年 - 、テレビCM、MBSを中心に放送）- 新喜劇座長の小籔千豊などと共演
- 551蓬萊（2012年 - 、テレビCM、関西ローカルで放送） - 吉本新喜劇のメンバーとして出演
- 大阪さくさくワッフル（2016年 - 、テレビCM、関西ローカルで放送） - 池乃めだかと共演